# Sumber Makmur (Lubuk Pinang)
Sumber Makmur is een bestuurslaag in het regentschap Muko-Muko van de provincie Bengkulu, Indonesië. Sumber Makmur telt 2615 inwoners (volkstelling 2010).